# Marcelo Alatorre
Marcelo Guadalupe Alatorre Maldonado (Guadalajara, 18 gennaio 1985) è un ex calciatore messicano, di ruolo difensore.